# Ranee Campen
Ranee Campen (em tailandês:  ราณี แคมเปน; nascida em 24 de dezembro de 1989) também conhecida internacionalmente pelo nome de Bella Ranee Campen (em tailandês: เบลล่า ราณี แคมเปน), é uma atriz tailandesa. Ela iniciou sua carreira na atuação em 2011, dentre seus trabalhos mais notáveis na televisão estão Phorn Prom Onlaweng (2013), Khun Chai Puttipat (2013), Plerng Chimplee (2014) e Bubphe Sanniwat (2018).

## Vida pessoal
Ranee Campen nasceu em 24 de dezembro de 1989, filha única do britânico Arnold Campen e da tailandesa Pranee Campen. O casal nomeou-a com o nome internacional Bella, em homenagem a sua bisavó. Campen terminou o ensino médio na Sarawithaya School. Ela se formou na Universidade Thammasat com um diploma de bacharel em jornalismo e comunicação de massa e, a partir de 2015, iniciou um curso de mestrado na mesma universidade.

## Carreira
Campen iniciou sua carreira no entretenimento como modelo em anúncios publicitários. Em 2011, assinou um contrato com a emissora Channel 3, a fim de atuar como atriz. Ela conquistou seu primeiro papel principal em 2013, ao estrelar Porn Prom Onlaweng, que obteve a quinta audiência mais alta, entre todos os dramas de horário nobre exibidos no Channel 3 durante aquele ano. Ainda em 2013, fez parte do elenco de Khun Chai Puttipat, que tornou-se o título mais pesquisado em mecanismos de busca na Tailândia, além de lhe render, juntamente com Jirayu Tangsrisuk, o prêmio de "Casal do Ano de Fantasia" no Kerd Award 2.0.
No ano seguinte, Campen desempenhou seu segundo papel principal como uma dama gentil e elegante no premiado drama histórico, Look Tard. Desde então, ela conquistou destaque como atriz, especialmente em dramas de época. 

## Filmografia

### Cinema
| Ano  | Título         | Papel | Notas |
| ---- | -------------- | ----- | ----- |
| 2012 | My True Friend | Dew   |       |
| 2020 | E-Riam Sing    | Riam  |       |

### Televisão
| Ano       | Título                        | Papel                                 | Emissora  | Notas        |
| --------- | ----------------------------- | ------------------------------------- | --------- | ------------ |
| 2011      | Roy Marn                      | Maythawee Akacharat (May)             | Channel 3 |              |
| 2012      | Tawan Yod Rak                 | Wiriya                                | Channel 3 |              |
| 2013      | Porn Prom Onlaweng            | TanYong Phanthakit / May              | Channel 3 |              |
| 2013      | Khun Chai Puttipat            | Krongkaew Boonmee (Kaew)              | Channel 3 |              |
| 2013      | Khun Chai Rachanon            | Krongkaew Jutathep Na Ayutthaya/ Kaew | Channel 3 | participação |
| 2013      | Khun Chai Ronapee             | Krongkaew Jutathep Na Ayutthaya/ Kaew | Channel 3 | participação |
| 2014      | Look Tard                     | Namthip                               | Channel 3 |              |
| 2014      | Plerng Chimplee               | Nuea Nang                             | Channel 3 |              |
| 2014–2015 | Phope Ruk                     | Naamrin                               | Channel 3 |              |
| 2016      | Padiwarada                    | Rin Rapee                             | Channel 3 |              |
| 2016      | Wimarn Mekkala                | Mekkala Wattanaboribarn               | Channel 3 |              |
| 2017      | Plerng Boon                   | Pimala Mithamorn                      | Channel 3 |              |
| 2018      | Bubphe Sanniwat               | Kadesurang / Karakade                 | Channel 3 |              |
| 2018      | Pee Kaew Nang Hong            | Pikul                                 | Channel 3 |              |
| 2019      | Krong Kam                     | Raynu                                 | Channel 3 |              |
| 2020      | Roy Leh Marnya                | Pitcha (Ame)                          | Channel 3 |              |
| 2021      | Hai Ruk Piparksa Dare to Love |                                       | Channel 3 |              |